# Sergej Solovjov (filolog)
Sergej Vasiljevitj Solovjov (ryska: Сергей Васильевич Соловьёв), född 1796, död 1875 i Reval, var en rysk språk- och litteraturvetare.
Solovjov var 1830–1843 professor i ryska språket och litteraturen vid Helsingfors universitet. Han företog 1837–1840 flera studieresor till Sverige, där han bland annat i Uppsala universitetsbibliotek upptäckte det ryska originalet till Grigorij Kotosjichins "Beskrifning om Muschofsche Rijkets staat" (tryckt 1838) samt många andra handlingar, som svenskarna under den stora oredan i början av 1600-talet hemförde från Novgorod. I "Zjurnal ministerstva narodnago prosvesjtjenija" publicerade han Proekt archeografitjeskago putesjestvija v Sjvetsii (band 16) och Zjiteli i prosvesjtjenie v velikom knjazjestve Finljandii (band 24).